# Vârful Mușetescu, Munții Făgăraș
Vârful Mușetescu este un vârf montan situat în Munții Făgăraș și are o altitudine de 2495 m. Se află la mică distanță față de vârful Dara și vârful Hârtopul Darei, înspre Sud, pe muntele Mușetescu.